# Хоккайдо (префектура)
Хокка́йдо (яп. 北海道 Хоккайдо:) — префектура Японии, расположенная на одноимённом острове Хоккайдо, втором по величине острове Японии, и малых близлежащих островах. В настоящее время является единственным среди 47 префектур губернаторством (яп. 道 до:). Пролив Цугару отделяет Хоккайдо от Хонсю, хотя эти два острова связаны железнодорожным тоннелем Сэйкан. Административный центр губернаторства — город Саппоро.

## Этимология
До 1869 года остров назывался Эдзогасима (яп. 蝦夷ヶ島 Эдзогасима, «остров айнов») или просто Эдзо (яп. 蝦夷地 Эдзо-ти) по названию одноимённого народа, населявшего его. 15 августа 1869 года японское правительство переименовало остров в Хоккайдо (яп. 北海道 Хоккайдо:, «Губернаторство северного моря») и позже создало одноимённую административную единицу. Данное название было дано по принципу существовавшего на тот момент старого административно-территориального деления Японии Гокиситидо (яп. 五畿七道 Гокиситидо:, букв. «пять провинций, семь путей»), по которому регионы, образующие столичный регион, назывались провинциями (яп. 畿 ки), а отдалённые от центра страны регионы назывались путями (яп. 道 до:). В результате того, что к семи путям был добавлен восьмой, административно-территориальное деление стали именовать Гокихатидо (яп. 五畿八道 Гокихатидо:, букв. «пять провинций, восемь путей»). В настоящее время остался только один «путь» Хоккайдо, и на русский язык «путь» стали переводить как губернаторство.

## Краткие сведения
Хоккайдо — крупнейшая и самая северная префектура Японии. Площадь этой административной единицы занимает 22 % от площади страны. Это единственная административная единица Японии высочайшего уровня, которая имеет выход к Охотскому морю. Она расположена в стратегически важном регионе. Через Хоккайдо пролегает кратчайший путь из Японии в Россию и США. В отличие от остальной части Японского архипелага, климат префектуры умеренно холодный, похож на климат Центральной и Восточной Европы. Климатические особенности Хоккайдо обусловили отличия её фауны и флоры от остальной страны. Благодаря тому, что процесс освоения территории префектуры начался относительно поздно, она сохранила первозданные ландшафты. Некоторые из них, такие как Сиретоко, относятся ко Всемирному наследию ЮНЕСКО. По сравнению с другими регионами Японии Хоккайдо заселён слабо. Около 33 % всего населения префектуры приходится на префектурный центр Саппоро.
Хоккайдо — родина народа айнов. Со времён палеолита они вели традиционный охотниче-собирательский образ жизни. Японцы появились на острове в средневековье. Они называли этот туземный народ «эдзо», а их страну — «Землей эдзо» (яп. 蝦夷地, えぞち эдзо-ти). В течение периода Эдо (1603—1868) японские переселенцы проживали только на юге Хоккайдо и посещали северные районы преимущественно для торговли с айнами. Поселение колонистов контролировало автономное княжество Мацумаэ. С начала XIX века остров перешёл под прямую власть центрального японского правительства из-за опасности колонизации региона русскими. Правительство организовало множество экспедиций для изучения Хоккайдо и прилегающих территорий. В 1869 году, по предложению Мацууры Такэсиро, остров Мацумаэ переименовали в провинцию (до) Северного моря, Хоккайдо. Со второй половины XIX века началось активное освоение севера, и японское население превысило туземное айнское. На острове было создано Ведомство освоения, которое впоследствии переименовали в губернаторство.

## История
История префектуры Хоккайдо отличается от истории остальной Японии, так же как история префектуры Окинавы. В отличие от Хонсю, Сикоку и Кюсю, на Хоккайдо и прилегающих островах в период с 6 тысячелетия до н. э. и вплоть до XIII века существовала преемственность культур. Автохтонная культура Дзёмон нашла своё развитие в пост-дзёмонской культуре. В начале нашей эры она трансформировалась в культуру Сацумон, носителями которой были прото-айны. В XIII веке на базе этой культуры возникла культура айнов.
Первые японцы появились на Хоккайдо в XII веке. Они прибыли с южного острова Хонсю. В ходе конфронтации с айнами японцы установили власть на юге острова. В XVII веке они оформили свои владения в автономное княжество Мацумаэ, которое зависело от центрального японского правительства — сёгуната Токугава. Этот хан вёл торговлю с айнами.
Во время войны Босин сторонники сёгуна разгромленные Императорской армией бежали на малонаселенный тогда остров и основали там Республику Эдзо просуществовавшую всего год. После капитуляции гарнизона крепости Горёкаку, 27 июня республика официально прекратила свое существование, а 15 августа остров переименовали в Хоккайдо. В том же 1869 году было основано губернаторство Хоккайдо. После реставрации Мэйдзи была создана «Комиссия по колонизации Хоккайдо», что поспособствовало притоку новых колонистов и освоению острова. Районы, расположенные ближе к основным японским островам, осваивались крестьянами, ремесленниками и обедневшими самураями. Отдаленные земли служили местом ссылки по образцу российской Сибири или британской Австралии. Японизация Хоккайдо была завершена в середине XX века.
До 1945 года Курильские острова были включены в систему управления губернаторства Хоккайдо.

## География
Остров Хоккайдо расположен в северной части Японии, рядом с Россией, омывается водами Японского моря, Охотского моря и Тихим океаном. В центре острова много гор и вулканических плато, со всех сторон острова имеются прибрежные равнины.
Правительственная юрисдикция Хоккайдо включает в себя несколько меньших островов, в том числе Рисири, Окусири и Ребун.

### Сейсмическая активность
Как и остальная часть Японии, Хоккайдо является сейсмически активным. Кроме многочисленных землетрясений, следующие вулканы все ещё считают активными (по крайней мере одно извержение с 1850 года):
- Вулкан Кома
- Вулкан Усу и Сёвасиндзан
- Вулкан Тарумаэ
- Вулкан Токати
- Вулкан Мэакан

### Национальные парки
На острове Хоккайдо есть ещё много нетронутых лесов, в том числе:
| Национальные парки                      | Национальные парки |
| --------------------------------------- | ------------------ |
| Национальный парк Сирэтоко              | 知床               |
| Национальный парк Акан                  | 阿寒               |
| Национальный парк Кусиро Сицугэн        | 釧路湿原           |
| Национальный парк Дайсэцузан            | 大雪山             |
| Национальный парк Сикоцу-Тоя            | 支笏洞爺           |
| Национальный парк Рисири-Рэбун-Саробэцу | 利尻礼文サロベツ   |

## Административное устройство
В отличие от других префектур, Хоккайдо делится на 14 округов, а уже потом на особые города и уезды. До настоящего времени сохраняется государственный контроль за развитием губернаторства созданным в 1950 году «Агентством развития Хоккайдо», руководитель которого имеет ранг министра японского правительства.
| - Ибури; - Исикари; - Камикава; - Кусиро; - Немуро; | - Осима; - Охотск; - Румои; - Сирибеси; - Сорати; | - Соя; - Токати; - Хидака; - Хияма. |

## Крупные города
В таблице представлены все города Хоккайдо с населением более 50 тысяч человек, отсортированные по численности населения.
| №  | Название     | Округ    | Население, чел. (1 октября 2015) | Координаты                       | Примечания                             |
| -- | ------------ | -------- | -------------------------------- | -------------------------------- | -------------------------------------- |
| 1  | Саппоро      | Исикари  | 1 952 356                        | 43°03′00″ с. ш. 141°21′00″ в. д. | Столица Хоккайдо                       |
| 2  | Асахикава    | Камикава | 339 605                          | 43°46′00″ с. ш. 142°22′00″ в. д. | Административный центр округа Камикава |
| 3  | Хакодате     | Осима    | 265 979                          | 41°46′24″ с. ш. 140°43′34″ в. д. | Административный центр округа Осима    |
| 4  | Кусиро       | Кусиро   | 174 742                          | 42°59′00″ с. ш. 144°23′00″ в. д. | Административный центр округа Кусиро   |
| 5  | Томакомай    | Ибури    | 172 737                          | 42°38′00″ с. ш. 141°36′00″ в. д. |                                        |
| 6  | Обихиро      | Токати   | 169 327                          | 42°55′25″ с. ш. 143°11′48″ в. д. | Административный центр округа Токати   |
| 7  | Отару        | Сирибеси | 121 924                          | 43°11′25″ с. ш. 140°59′39″ в. д. |                                        |
| 8  | Китами       | Охотск   | 121 226                          | 43°48′29″ с. ш. 143°53′39″ в. д. |                                        |
| 9  | Эбецу        | Исикари  | 120 636                          | 43°06′14″ с. ш. 141°32′10″ в. д. |                                        |
| 10 | Титосе       | Исикари  | 95 648                           | 42°49′00″ с. ш. 141°39′00″ в. д. |                                        |
| 11 | Муроран      | Ибури    | 88 564                           | 42°18′55″ с. ш. 140°58′25″ в. д. | Административный центр округа Ибури    |
| 12 | Ивамидзава   | Сорати   | 84 499                           | 43°11′46″ с. ш. 141°46′33″ в. д. | Административный центр округа Сорати   |
| 13 | Энива        | Исикари  | 69 702                           | 42°53′00″ с. ш. 141°35′00″ в. д. |                                        |
| 14 | Китахиросима | Исикари  | 59 064                           | 42°59′00″ с. ш. 141°34′00″ в. д. |                                        |
| 15 | Исикари      | Исикари  | 57 436                           | 43°10′42″ с. ш. 141°18′24″ в. д. |                                        |

## Население
По состоянию на 30 ноября 2020 года население губернаторства Хоккайдо составляет 5 231 685 человек, а плотность населения — 62,7 чел./км². Плотность населения Хоккайдо самая низкая среди всех 47 префектур Японии.
Данные переписей населения Японии в течение 1920—2005 гг. К началу XXI века Хоккайдо превратился в один из самых демографически депрессивных регионoв страны: практически повсеместно здесь отмечается естественная убыль населения. В результате, Хоккайдо продолжает оставаться самым редконаселённым из крупных островов Японии. Несмотря на значительную площадь, здесь живёт менее 5 % населения страны.
| 1920 | 2 359 183 |
| 1925 | 2 498 679 |
| 1930 | 2 812 335 |
| 1935 | 3 068 282 |
| 1940 | 3 272 718 |
| 1945 | 3 518 389 |
| 1947 | 3 852 821 |
| 1950 | 4 295 567 |
| 1955 | 4 773 087 |
| 1965 | 5 171 800 |

| 1960 | 5 039 206 |
| 1970 | 5 184 287 |
| 1975 | 5 338 206 |
| 1980 | 5 575 989 |
| 1985 | 5 679 439 |
| 1990 | 5 643 647 |
| 1995 | 5 692 321 |
| 2000 | 5 683 062 |
| 2005 | 5 627 737 |
| 2010 | 5 520 883 |

## Транспорт
Единственная сухопутная связь Хоккайдо с остальной частью Японии — тоннель Сэйкан. Большинство путешественников на остров прибывает воздушным транспортом: главный аэропорт — Новый Титосэ в Титосэ, к югу от Саппоро. До Хоккайдо можно добраться также и на пароме из Сендая, Ниигаты и некоторых других городов, паромы из Токио перевозят только грузы.
В Хоккайдо довольно развита железнодорожная сеть (см. Hokkaido Railway Company), но ко многим городам можно добраться только по автодороге. Через тоннель Сэйкан проходит линия синкансэна — Хоккайдо-синкансэн

## Образование
В губернаторстве Хоккайдо имеется 37 университетов (7 национальных, 5 местных и 25 частных, в том числе Университет Хоккайдо, Медицинский университет Асахикавы и Университет Саппоро), 34 колледжа и 5 технологических колледжей (4 национальных и 1 местный).

## Спорт
Зимние Олимпийские игры 1972 года были проведены в Саппоро.
Спортивные команды:
- Футбол: Консадоле Саппоро (Саппоро)
- Бейсбол: Хоккайдо Ниппон-Хэм Файтерс (Саппоро)
- Хоккей: Ниппон Пэпер Крэнс (Кусиро), Оджи Иглз (Томакомай)
- Баскетбол: Рера Камуй Хоккайдо (Саппоро)